# Carl August Ehrensvärd
Le comte Carl August Ehrensvärd, né le 3 août 1892 à Karlskrona (Suède) et mort le 24 avril 1974 à Ystad (Suède), est un général de l'armée suédoise.
Né à Karlskrona, il est fils de l'amiral et ministre des Affaires navales, Carl August Ehrensvärd. Ehrensvärd quitte l'armée suédoise en 1918 et rejoint l'armée finlandaise. Il participe à la guerre civile finlandaise. Ehrensvärd rejoint l'armée suédoise la même année et sert jusqu'en 1940, date à laquelle il devient chef d'état-major du général Ernst Linder pendant la guerre d'Hiver au sein du Corps des Volontaires suédois. De retour dans l'armée suédoise, Ehrensvärd occupe des postes tels que chef d'état-major de la défense et chef d'état-major. Il prend sa retraite en 1957.

## Petite enfance et famille
Ehrensvärd est né à Karlskrona, en Suède, fils de l'amiral le comte Carl August Ehrensvärd (1858-1944) et de la baronne Lovisa Ulrika (Ulla), née Thott. Il est le frère de l'amiral Gösta Ehrensvärd (1885-1973) et le directeur adjoint du ministère de la Défense, Augustin Ehrensvärd (1887-1968). Il est l'oncle du chimiste Gösta Ehrensvärd (1910-1980). Son arrière-grand-père est le constructeur de forteresse Augustin Ehrensvärd, son oncle est Albert Ehrensvärd et son cousin est Archibald Douglas, prédécesseur d'Ehrensvärd au poste de chef de l'armée.

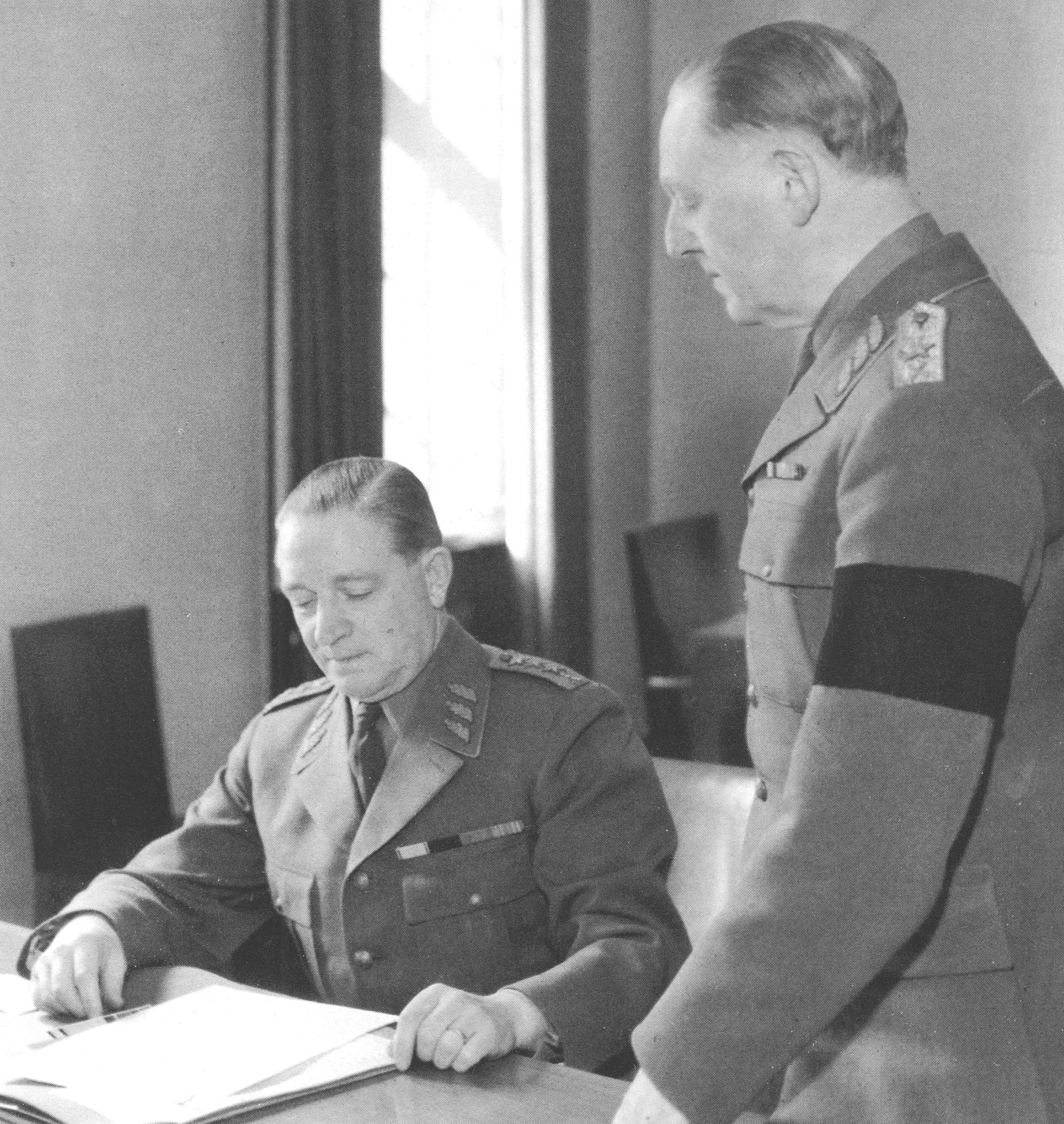
Le commandant suprême des forces armées suédoises, Helge Jung (à gauche) et Carl August Ehrensvärd.

Ehrensvärd meurt le 24 avril 1974 à Ystad et est enterré au cimetière de Tosterup.

## Prix et décorations
Récompenses d'Ehrensvärd :
- Commandant Grand Croix de l'ordre de l'Épée
- Commandeur première classe de l'ordre royal de l'Étoile polaire
- Chevalier de l'ordre de Vasa
- Grand Commandeur de l'ordre de Dannebrog
- Grand Croix de l'ordre de l'Étoile d'Éthiopie
- Grand Croix de l'ordre de la Rose Blanche de Finlande
- Grand-croix de l'ordre de Saint-Olaf
- Grand officier de la Légion d'honneur
- Ordre de la Croix de la Liberté, 2e et 4e classe avec des épées
- Officier de l'ordre des Trois Étoiles
- Officier de l'Ordre d'Orange-Nassau avec des épées
- Médaille d'or de soins de santé (Sjukvårdsguldmedalj) (Croix-Rouge suédoise)
- Home Guard Médaille d'or du mérite (Hemvärnets förtjänstmedalj i guld)
- Médaille d'or de la Fédération nationale des services de défense auxiliaires féminins suédois (Riksförbundet Sveriges lottakårers guldmedalj)
- Médaille d'or de la Fédération centrale pour l'entraînement militaire volontaire (Centralförbundet for befälsutbildnings guldmedalj)
- Médaille d'or de la Ligue de défense civile suédoise (Sveriges civilförsvarsförbunds guldmedalj)
- Conseil central de la médaille d'argent de l'Association nationale suédoise de carabinier (Sveriges skytteförbunds överstyrelses silvermedalj)
- Médaille olympique équestre (Ryttarolympisk förtjänstmedalj)
- Médaille danoise de la liberté (Dansk frihetsmedalj)
- 2 x médaille du mémorial de guerre finlandais (Finsk krigsminnesmedalj)
- Médaille commémorative finlandaise Pro benignitate humana